# Kirche der Überführung der Reliquien des Hl. Nikolaus (Irig)

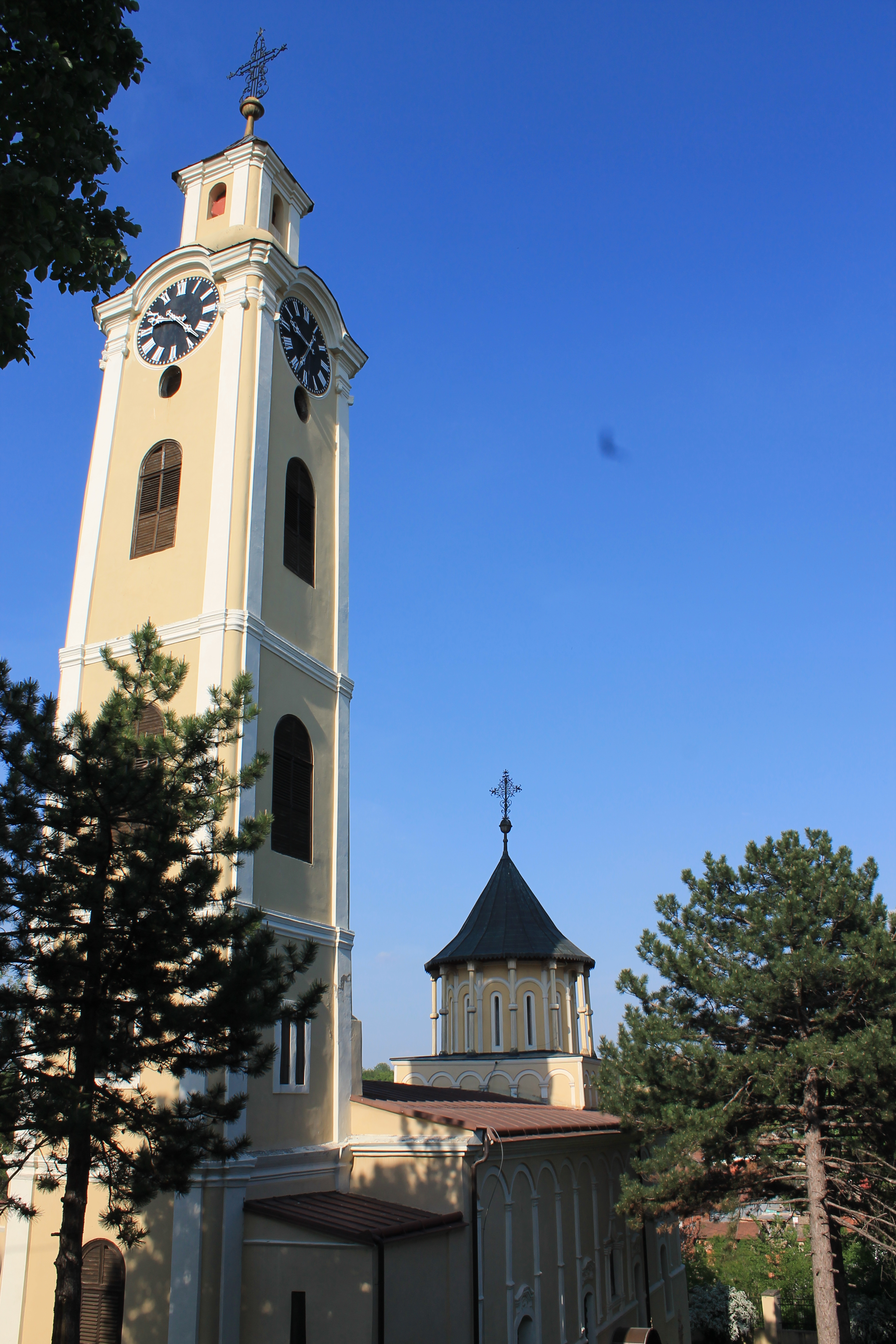
Die Kirche der Überführung der Reliquien des Hl. Nikolaus in Irig

Die Kirche der Überführung der Reliquien des Hl. Nikolaus (serbisch: Црква преноса моштију Светог оца Николаја, Crkva prenosa moštiju Svetog oca Nikolaja), oft kurz Nikolajevska crkva genannt, in der Kleinstadt Irig, ist eine serbisch-orthodoxe Kirche in der nordserbischen autonomen Provinz Vojvodina.
Das 1732 erbaute Kirchengebäude ist der Überführung der Reliquien des Hl. Vaters Nikolaus gewidmet und ist die Pfarrkirche der Pfarrei I zu Irig  im Dekanat Podunavsko, der Eparchie Srem der Serbisch-Orthodoxen Kirche.
Als unbewegliches Kulturgut besitzt die Kirche den Status eines Kulturdenkmals von großer Bedeutung und steht unter staatlichem Schutz.

## Lage
Die Kleinstadt Irig liegt in der Landschaft des Srem und an den südlichen Ausläufern der Fruška Gora. Im Ort stehen drei serbisch-orthodoxe Kirchen. Die Kirche der Überführung der Reliquien des Hl. Nikolaus, die Kirche Hl. Großmärtyrer Theodor Tiro und die Mariä-Entschlafens-Kirche. Auch steht in Irig die römisch-katholische Allerheiligenkirche. Unweit östlich der Kirche fließt der Bach Vidrakovac durch das östliche Stadtgebiet. 
Das Gotteshaus steht im Stadtzentrum an der Straße Ulica Prote Vasilija Nikolajevića. Die genaue Adresse der Kirche lautet Ulica Prote Vasilija Nikolajevića Nr. 6. Da die Kirche im Stadtzentrum steht, befinden sich das Rathaus, das Gesundheitszentrum, die Post und der bekannte Stadtplatz und Markt (mit einem großen steinernen Wegekreuz) Ribarski Trg, in ihrer unmittelbaren Nähe. Die Weinkellerei Mačkov podrum und das Familienhaus der Gründer der Weinkellerei, der Familie Jojić, stehen auch unweit der Kirche.
Da das Kirchengebäude an einem Hang erbaut wurde, ist das Gotteshaus sowohl von der unteren (östlichen) als auch von der oberen (westlichen) Seite aus zu erreichen. An der Westseite steht an der Straße ein großes Eingangsportal, das im oberen Teil, mit einer Patronatsikone des Hl. Nikolaus geschmückt ist. Eine breite Treppe, die vom großen Eingangsportal runter den Zaun der nördlichen Seite des Kirchenhofs zu einem kleineren Eingangsportal hinunterführt, bietet den Zugang zur Kirche. Im umzäunten Kirchhof stehen neben der Kirche, der Kirchbrunnen, Sitzbänke und Bäume.

## Geschichte

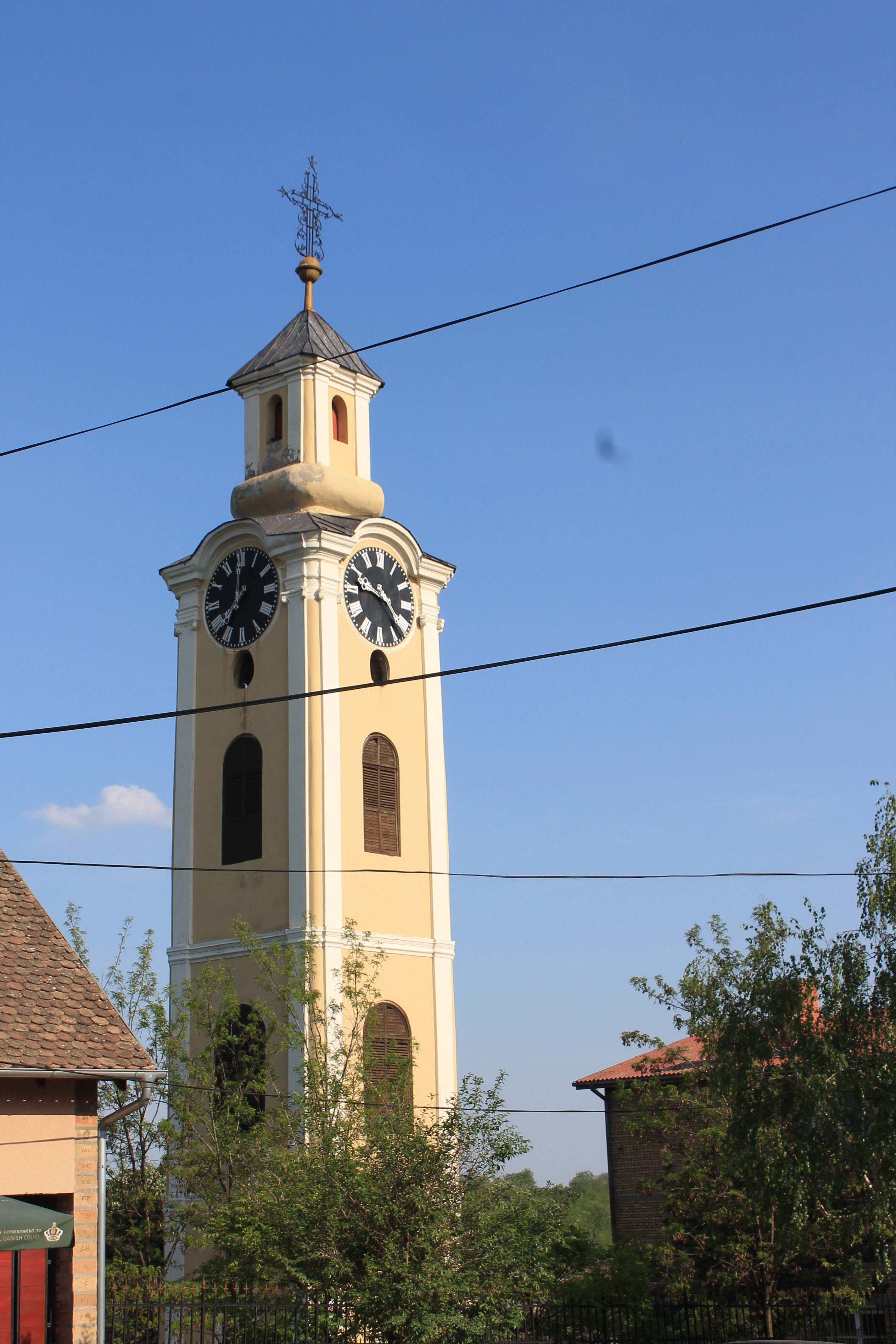
Detailansicht des Kirchturms

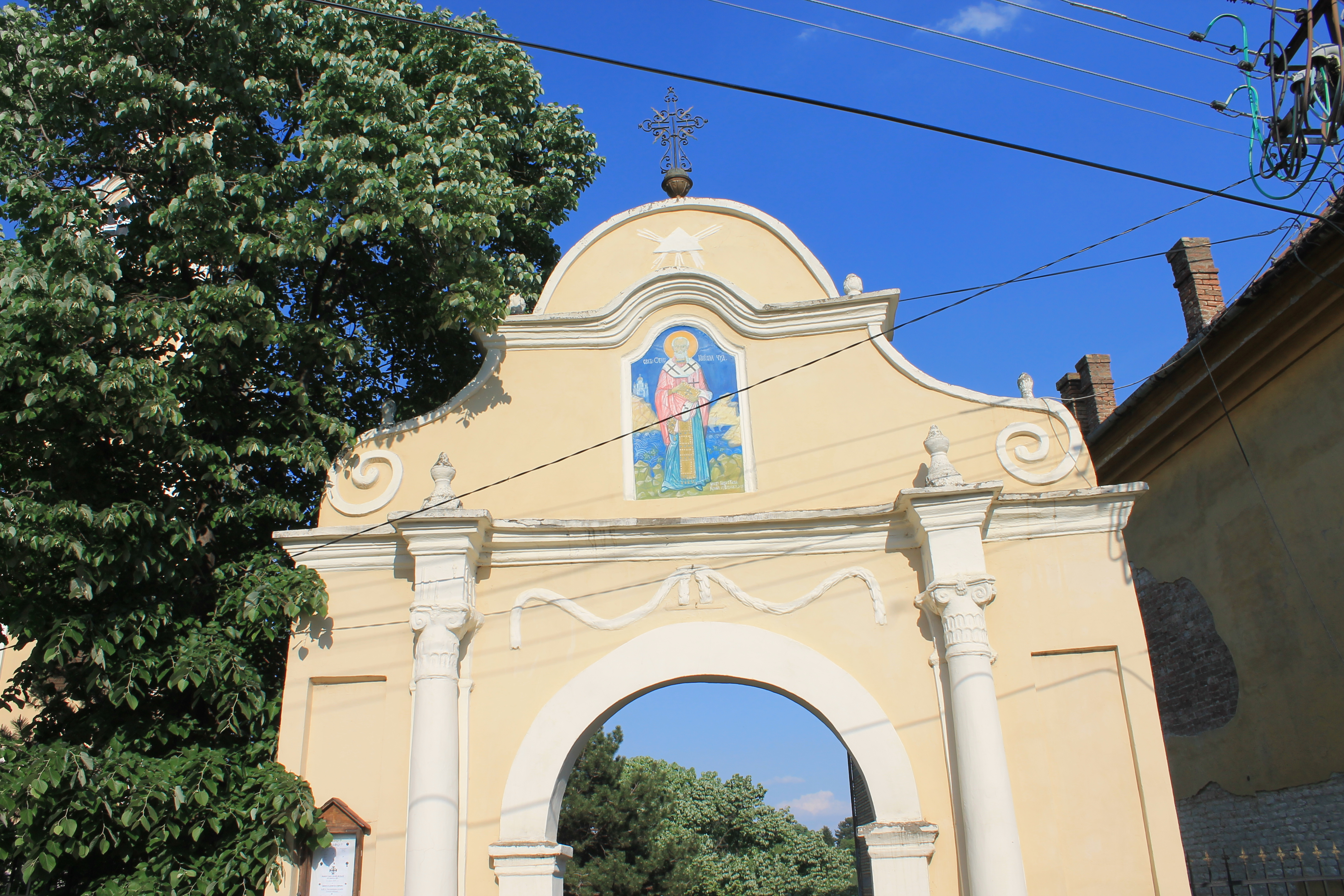
Oberer Teil des Eingangsportals

Im weiteren Zentrum der Stadt befinden sich drei orthodoxe Kirchen aus dem 18. Jahrhundert, die vom damaligen Wohlstand dieser Stadt zeugen. Bedenkt man, dass Irig zum Zeitpunkt des Baus der Kirchen etwas mehr als 3000 Einwohner hatte und das die höchste Zahl an Einwohnern, vor dem Ausbruch der großen Pestepidemie im Jahre 1795, 4813 erreicht hatte, ist es klar, dass Irig zu jener Zeit ein wirtschaftlich starker und prosperierender Ort war. Das Jahr 1795 war für die Einwohner von Irig und der Dörfer der Opština fatal, denn damals brach die aus Asien eingeschleppte Pest im Ort aus, die die Bevölkerung dieser Gegend halbierte. Unter dem Einfluss der Epidemie kam es in diesem Teil des Srem zu den größten Veränderungen in der Bevölkerungsgeschichte. Nach dem Ende der Pest, erholte sich die Stadt Irig nie gänzlich, von dieser Katastrophe. 
Die Kirche der Überführung der Reliquien des Hl. Nikolaus wurde 1732 erbaut. Der hohe barocke Kirchturm wurde später an die Westfassade angebaut. Die Kirche wurde auf einem ungewöhnlichen Terrain errichtet: auf einer ausgehobenen Terrasse an der Neigung eines Hanges. Dies führte dazu, dass der westliche Eingang aus einer Entfernung von zehn Metern auf die durch den Aushub der Terrasse entstandene Mauer blickt. So musste der später errichtete Kirchturm unverhältnismäßig hoch sein, um im Stadtzentrum, neben dem Markt, auffällig zu wirken. Die Straße vor der Kirche liegt auf Höhe des Attikageschossgesimses.
Das Kirchengebäude wurde in einem Stil, der als Vorbild die Architektur der Klosterkirche des nahegelegenen Klosters Novo Hopovo hat, erbaut und galt vielen als schönste aller serbischen Kirchen in der Vojvodina. So wurde in der Verwaltung des Komitats Syrmien im Jahr 1756, über die Kirche folgendes notiert: die Kirche sei „so schön und groß, dass sie unter allen Kirchen in Ungarn ihresgleichen sucht“. 
Die um 1760 entstandene hölzerne Ikonostase mit reich verzierten Schnitzereien gehört zu den schönsten und interessantesten ihrer Epoche. Die älteren Ikonen eines entwickelten Darstellungsprogramms auf der hohen Ikonostase, wurden vermutlich in den 1770er Jahren, vom bekannten Maler Vasilije Ostojić geschaffen, einem Meister, der unter dem Einfluss des russischen Kirchenbarocks stand. Die Ikonen auf dem Bischofsthron und dem Gottesmutterthron sind Werke eines unbekannten Meisters aus der zweiten Hälfte des 18. Jahrhunderts. Die gegossene Kirchglocke ist mit Ikonen verziert.
Die Ikonostase wurde 1827 vom bekannten Maler Georgije Bakalović aus der Stadt Sremski Karlovci, renoviert und mit neuen Ikonen ergänzt. Die Wandmalereien aus dem Jahr 1749 sind in der Kuppelkalotte, an den Pendentifs und an der Vorderseite der Bögen im Kirchengewölbe erhalten geblieben. Stilistisch und ikonographisch uneinheitlich und konservatorisch unbearbeitet handelt es sich um, bei diesen Wandmalereien, um das Werk eines unbekannten Autors. Nachträglich wurden diese Wandmalereien, teilweise mit neuen Wandmalereien des Malers Dimitrije Posniković aus den Jahren 1886/87, bedeckt.
Die Kirche wurde im sozialistischen Jugoslawien am 26. Dezember 1949 zum Kulturdenkmal erklärt. Am 30. Dezember 1991 erfolgte die Kategorisierung der Kirche und das Kirchengebäude wurde zu einem Kulturdenkmal von großer Bedeutung erklärt.

## Architektur

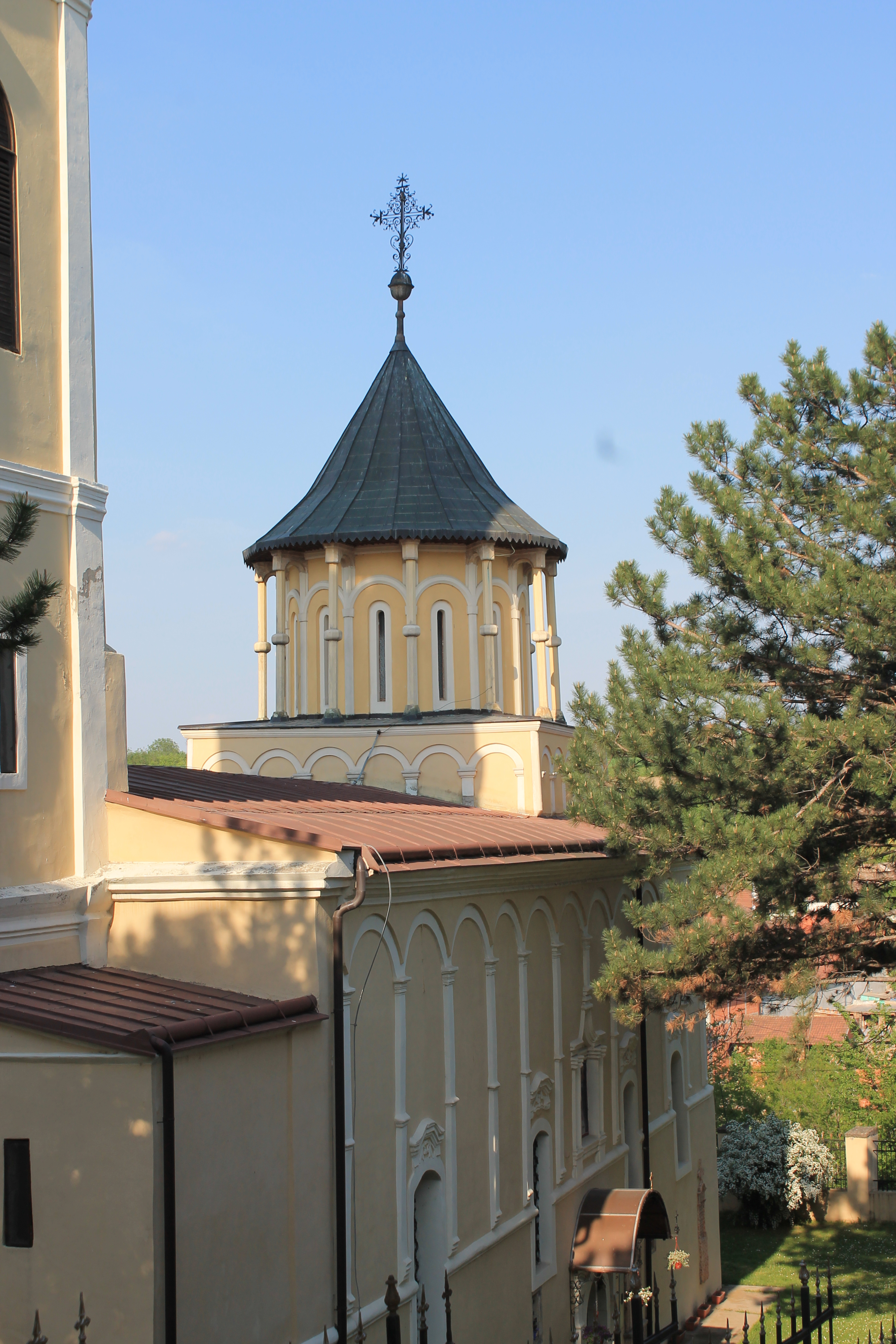
Detailansicht der Kuppel

Das mit einem Halbkreisgewölbe überwölbte und einschiffige Kirchengebäude mit einem rechteckigen Grundriss, ist in seiner Grundkonzeption, in der Tradition der serbischen mittelalterlichen Kirchenarchitektur (Serbisch-byzantinischer Stil) kombiniert mit barocken Elementen, mit einer erweiternden außen und innen fünfseitigen Altar-Apsis in der Breite des Kirchenschiffs im Osten, einer über dem Mittelteil des Kirchenschiffs von vier freien Säulen getragene Kuppel und einem Narthex mitsamt einem nachträglich hinzugefügten hohen barocken Kirchturm, den eine mehrgeschoßige Zwiebelturmkappe krönt, im Westen, erbaut worden. 

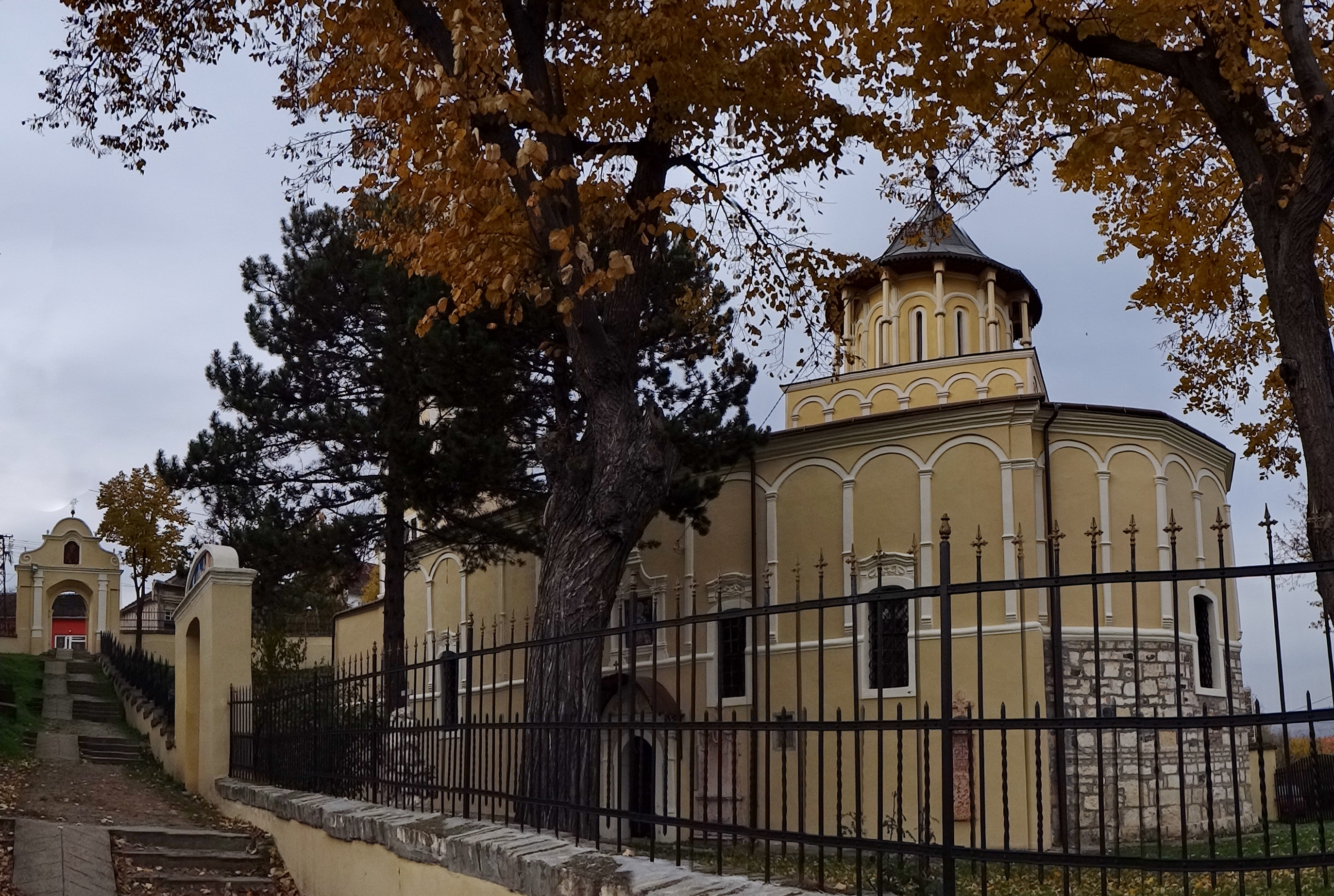
Nordfassade und Apsis

Die horizontale Gliederung der Fassaden wird durch einen Kordonkranz, ein Attikagesims und eine Reihe von Blendarkaden hervorgehoben, die Seiten des zwölfseitigen Tambours der Kuppel sind mit Kolonetten (kleinen Säulen) geschmückt. Vertikal ist der Kirchturm durch Pilaster mit einfachen Kapitellen dekoriert. An der Nordfassade befinden sich vier Kirchenfenster und an der Südseite drei Kirchenfenster. An der Ostseite im Bereich der Apsis befinden sich nochmals drei weitere Kirchenfenster. 
Der Haupteingang der Kirche befindet sich an der Westfassade; auch gibt es einen Nebeneingang an der Nordseite der Kirche. An der Nordfassade befindet sich, in einer Nische von zwei Säulen flankiert und in einem spitzen Tympanon endet, über der Eingangstür mit kleinem überdachten Vorbau mitsamt drei kleinen Kreuzen, eine Patronats-Freske des Hl. Nikolaus. Auf der Nordwand wurden zwei alte Grabdenkmäler angebracht. 
Die Kirche besitzt zwei Kirchenkreuze, eines auf der Spitze des Kirchturmes und das andere auf der Spitze der Kuppel über der Mitte des Naos. Im oberen Geschoss des Kirchturms befindet sich zu jeder Seite des Kirchturms eine Uhr mit Mechanismus.
Das Kircheninnere wird von der hohen, prächtigen, hölzernen, reich verzierten, mehrstöckigen und mehrtürigen Ikonostase mitsamt Ikonen, im Stil des Barock und Klassizismus dominiert. Im Kircheninnenraum befinden sich zudem der Gottesmutter- und Bischofsthron, Kronleuchter, in Blau gefärbtes und verziertes Chorgestühl, Wandikonen und dekorierte Chorständer. Die Kirche verfügt über keinen Chorbalkon im westlichen Kirchenschiff. Die Kirchenwände sind mit vielen floralen Ornamenten und Wandmalereien von Heiligen geschmückt. Das Gewölbe ist mit einem Firmament dekoriert.